# 极速前进：冲刺！中国2
《极速前进：冲刺！中国2》（英語：The Amazing Race: China Rush2）是流行的真人秀節目《极速前进》的中國版之第二季。共有11對不同關係的選手參賽，為最終大獎－－雙人可可西里游及环球旅行，進行橫跨11個中國城市的比賽。
中國版是继亞洲版和以色列版后第三個亞洲版本的《极速前进》。賽事于2011年5月至6月间拍攝，8月7日起於每周日下午14时10分（中國時間）在东方卫视播出，晚20时在ICS频道播出。主持人是同時任《极速前进亞洲版》的主持吳振天。

## 參賽者
与上一屆极速前进：冲刺！中国1全外籍选手相比，本屆选手中有一半来自中国本土。年纪最小是在加拿大留学的“90姐妹花”；有2006年超级女声杭州赛区第5名兼全国20强女歌手郝菲尔与上海話hiphop樂團021crew主唱孙斌组成的“狂野歌手”。“美国老顽童”豪伊和瑞特，在北京居住30多年，一口流利京片子，被其他队伍称为“智者”的他们抱着享受的态度参赛；在上海相知相恋的“金领情侣”杨和莉莉有着令人羡慕的工作，一路上打打闹闹，上演着“野蛮女友”的甜蜜剧情。

## 比賽结果
下表列出了所有参赛队伍的比赛结果，以排名顺序列出。當中列出的隊員關係為節目拍攝時期的狀態，关系描述为官方版本。
| 隊伍              | 隊伍            | 隊伍                 | 關係       | 分段比賽成績 | 分段比賽成績 | 分段比賽成績 | 分段比賽成績 | 分段比賽成績 | 分段比賽成績 | 分段比賽成績 | 分段比賽成績 | 分段比賽成績 | 分段比賽成績 | 分段比賽成績 | 分段比賽成績 | 路障完成情況       |
| 隊伍              | 隊伍            | 隊伍                 | 關係       | 1            | 2            | 34           | 46           | 58           | 6            | 7            | 8            | 9            | 9            | 10           | 11           | 路障完成情況       |
| ----------------- | --------------- | -------------------- | ---------- | ------------ | ------------ | ------------ | ------------ | ------------ | ------------ | ------------ | ------------ | ------------ | ------------ | ------------ | ------------ | ------------------ |
| 美国 · 德国       | 莉莉 & 杨       | Lily & Jan           | 金领情侣   | 3rd          | 5th          | 7th          | 3rd          | 2nd>         | 1st          | 5th⊂         | 1st          | 2nd          | 1st          | 2nd+         | 1st          | 莉莉 4, 杨 7       |
| 美国 · 中国       | 西蒙 & 王薇毅   | Simon & Katherine    | 电邮情侣   | 6th          | 8th          | 6th          | 6th7         | 5th          | 6th          | 3rd          | 5th          | 4th          | 3rd          | 3rd–         | 2nd          | 西蒙 6, 王薇毅 5   |
| 中国              | 孙斌 & 郝菲尔   | Sun Bin & Hao Fei'er | 偶像歌手   | 8th          | 9th2         | 1st>         | 1st          | 1st          | 2nd          | 2nd⊃         | 2nd          | 3rd          | 2nd          | 1st+         | 3rd          | 孙斌 6, 郝菲尔 5   |
| 澳大利亚 · 新西兰 | 凯莉 & 马修     | Kylie & Matt         | 金童玉女   | 10th         | 7th          | 2nd          | 4th7         | 4th          | 5th          | 4th          | 3rd          | 1st          | 4th          | 4th–         |              | 凯莉 4, 马修 6     |
| 中国              | 蒋志洁 & 蒋欣瑶 | Mary & Cecilia       | 90后姐妹花 | 1st          | 1st          | 8th<         | 7th7         | 6th<         | 4th          | 1st⊃         | 4th          | 5th          | 5th          |              |              | 蒋欣瑶 4, 蒋志洁 5 |
| 乌克兰 · 英国     | 伊莲娜 & 特玛卡 | Elena & Tameka       | 激情舞者   | 7th          | 2nd          | 3rd          | 2nd          | 3rd          | 3rd          | 6th⊂         | 6th          |              |              |              |              | 伊莲娜 4, 特玛卡 3 |
| 美国              | 瑞特 & 豪伊     | Rhett & Howie        | 美国老顽童 | 5th          | 6th          | 4th          | 5th7         | 7th          | 7th          |              |              |              |              |              |              | 瑞特 2, 豪伊 3     |
| 中国              | 夏洲 & 周一成   | Summer & Eachen      | 甜蜜恋人   | 4th          | 4th          | 5th          | 8th»5        |              |              |              |              |              |              |              |              | 夏洲 0, 周一成 3   |
| 中国              | 小龙 & 吕猛     | Xiao Long & Lv Meng  | 功夫猛龙   | 2nd          | 3rd          | 9th          |              |              |              |              |              |              |              |              |              | 小龙 1, 吕猛 1     |
| 中国              | 来冬梅 & 王劼奇 | A Lai & Jackie       | 真情母子   | 9th          | 10th3        |              |              |              |              |              |              |              |              |              |              | 王劼奇 0, 来冬梅 0 |
| 加拿大 · 加纳     | 保罗 & 纳什     | Paul & Nash          | 麻辣教师   | 11th         |              |              |              |              |              |              |              |              |              |              |              | 保罗 0, 纳什 0     |

- 紅 : 該隊已被淘汰
- 下線藍：該隊最後抵達非淘汰提示站，他们需在下赛段接受減速障礙(Speed Bump)任務
- 棕»：该队使用迴轉，«是被指定迴轉的队伍，«»表示该赛段有迴轉但無隊伍使用
- 橙>：該隊指定讓路；<是被指定讓路的队伍；<>表示该赛段有讓路但無隊伍使用
- 棕⊃或青⊃該隊為兩隊中，使用「雙重迴轉」（Double U-turn）之其中一隊隊伍；⊂或⊂是被指定迴轉的队伍。
- 藍色賽程號碼：該賽段為雙倍賽段。(名次為該集結束時刻之順位)
- +,–表示队伍在联合任务的组队情况。

- ^  注解1：该赛段中抓鱼的路障未被播出，该路障只有蒋欣瑶 & 蒋志洁和小龙 & 吕猛完成，其余队伍均被罚时2个小时
- ^  注解2：孙斌 & 郝菲尔在该赛段未完成数字密码的挑战，被罚时2小时
- ^  注解3：王劼奇 & 来冬梅在该赛段未完成拼图及数字密码的挑战，共罚时4小时
- ^  注解4：该赛段有一个在大姥山的挑战未播出，该挑战是正确数出一个小贩面前的雨伞数量共398把
- ^  注解5：夏洲 & 周一成该赛段本是第三支队伍到达，但由于家庭原因主动退赛
- ^  注解6：夏洲 & 周一成因为周一成的爷爷病危，也为了保护蒋欣瑶 & 蒋志洁和西蒙 & 王薇毅不被回转，故意回转了在他们前面的孙斌& 郝菲尔，让别的队伍无法使用回转
- ^  注解7：凯莉 & 马修、瑞特 & 豪伊、西蒙 & 王薇毅和蒋欣瑶 & 蒋志洁未完成路障，均被罚时2小时
- ^  注解8：这赛段本来有一个联合机关，但由于夏洲 & 周一成在上一赛段的意外退赛，该联合机关被取消

## 奖励
每一赛段的冠军组合将得到免费旅游机会。
- 第一赛段 三日两夜杭州游。
- 第二赛段 三日两夜三亚游
- 第三赛段 三日两夜香港游
- 第四赛段 四日三夜马来西亚自由行
- 第五赛段 七日泰国双人游
- 第六赛段 五日巴厘岛双人游
- 第七赛段 七日迪拜双人游
- 第八赛段 七日加利福尼亚双人游
- 第九赛段 四日三夜夏威夷双人游
- 第十赛段 五日四夜马尔代夫双人游
- 全赛程 40万元环球啤酒之旅及穿越可可西里挑战资格

## 賽程摘要

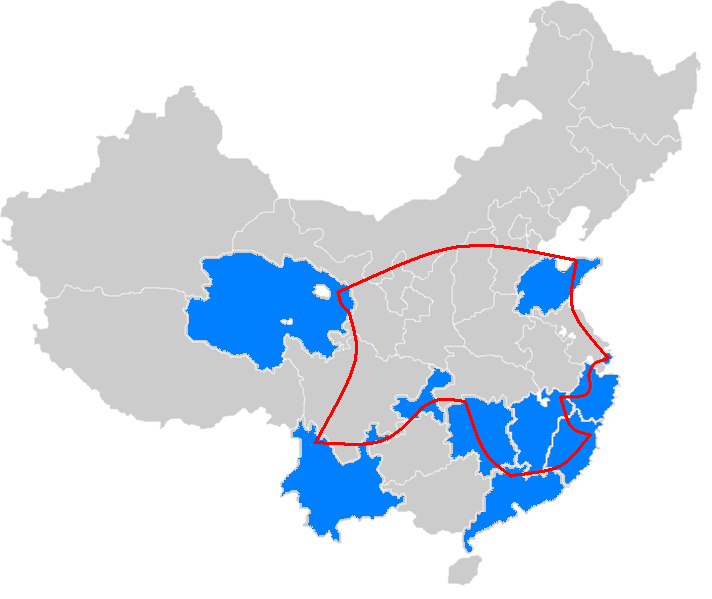
中國版第二季路線圖

本次比赛所有涉及城市均在中國境内。

### 第1段（上海 → 浙江）
- 上海（陆家嘴）（起點線）
- 上海（上海虹桥站） 至 浙江乌镇(乌镇站)
- 乌镇（乌镇镇标--古城墙）
- 乌镇（“喜庆堂”婚庆博物馆）[AT1]
- 乌镇（乌镇邮局）
- 乌镇（文昌阁）
- 乌镇（安渡坊水上市場）
- 乌镇（东栅老药行）[AT2]
- 乌镇（江浙分府）

绕道：挂--队伍要前往一家染印坊并集其四种不同图案的蓝印花布各两匹，用长竹杆将布匹挂在晾晒架上，一旦所有布匹都挂好后就能获得下一条线索。
挖--队伍要前往一家酱园，然后在众多酱缸里找到里面找到乌镇通宝钱币。找到后，用钱币向店主换取下一条线索。
附加任务
[AT1]：队伍要前往喜庆堂婚庆博物馆在底楼找到红包，之后将红包交给在女红街找到正在举行婚礼的新娘换取下一条线索。
[AT2]：在东栅老药行，队伍要在众多方药的重提里找到四张写有不同汉字的卡片，队伍要将卡片正确排列就是他们的中继站。
未播出任务：队伍在安渡坊水上市場曾经历路障任务，要求一名队员要坐在浮筒上在湖边抓住5条鱼。

### 第2段（浙江 → 江西）
- 乌镇 前往 江西婺源
- 婺源（萧江宗祠）
- 婺源（北门街74号）[AT1]
- 婺源（辛田村）
- 婺源（盐田古镇）[AT2]
- 婺源（卧龙岗）
- 婺源（彩虹桥）

绕道：金茶猎手--队伍要在硕大的茶园里找到一束金色的茶叶，找到后将金色的茶叶交给采茶人换取下一条线索。新茶摘手--队伍要在茶园里采摘三斤茶叶，一旦获得采茶师的认可就能获得下一条线索。
路障：一名队员要穿上草鞋，爬到瀑布的顶端能获得下一条线索
附加任务
[AT1]：队伍要前往北门街74号，然后用64块拼图拼出采茶图，之后就可以获得下一条线索。
[AT2]：队伍在盐田古镇的五间闺房内找到密码，然后用该密码打开密码箱获取下一条线索。

### 第3段（江西 → 福建）
- 婺源 至 景德镇
- 景德镇 至 福建宁德
- 宁德（牛郎港海滩）
- 宁德（北岸公园）[AT1]
- 宁德（闽东宾馆）
- 宁德（畲族宫）

绕道：水球--队伍先骑上水上三轮前往水球那里，解开绳子后，队伍要将其绑在香蕉船上并带回岸边就可以进入水球里获取线索。
水果--伍先骑上代步车前往指定区域，然后在沙里找到埋起来的六种水果，之后队伍要将水果清洗干净并交给小贩就能获得下一条线索。
路障：一名队员要吃完一盘雪蚶，在喝完三杯白酒之后就能获得下一条线索。
附加任务
[AT1]：队伍要在北岸公园乘坐脚踏船，在湖里找到下一条线索。

### 第4段（福建 → 广东）
- 宁德 至 广东广州(广州白云国际机场)
- 广州 至 韶关
- 丹霞山（仙居岩道观）[AT1]
- 丹霞山（锦江码头）
- 丹霞山（玄机台）
- 丹霞山（夏富古村）
- 丹霞山（韶音亭）

路障：队伍要从玄机台沿着绳梯降至底部取得下一条线索，取得线索后队伍要爬上绳梯与队友汇合。
绕道：捉鸡--队伍要前往养鸡场，在里面抓住10只鸡放在篮子里并将其交给农民就能获得下一条线索。舞狮--队伍要先选择一个狮头后再找到作有标记的房间找到狮尾，然后再学习并完成一段舞狮表演。得到认可后就能获得下一条线索。
附加任务
[AT1]：队伍要前往仙居岩道观用扁担将35公斤重的大米搬到道观那里获取线一条线索。

### 第5段（广东 → 湖南）
- 广州（广州白云国际机场） 至 湖南张家界(张家界荷花机场)
- 张家界（黄龙洞公园）
- 张家界（湘西农舍）[AT1]
- 张家界（湘西剧院）
- 张家界（武陵源风景区）
- 张家界（哈利路亚山--连心桥)
- 张家界（白龙天梯--天梯广场）

绕道：千里眼--队伍要前往一家砂画馆将山峰的名字与相应的山峰配对，一旦全部配对正确就能获得下一条线索。
顺风耳--队伍要前往宝峰湖，然后搭船前往码头听土家族姑娘唱四首曲子。之后队伍要前往第二座码头，听土家小伙唱的是哪首曲子。只有写出正确的曲名才能获得下一条线索。
路障：一名队员要将辣椒、洋葱和大蒜剁碎，一旦装满三个罐子后就能获得下一条线索。
附加任务
[AT1]：队伍要在湘西农舍将一根竹子锯成四节，以便将里面的酒倒出来。一旦将容器装满后，就能获得下一条线索。

### 第6段（湖南 → 重庆）
- 张家界(张家界荷花机场) 至 重庆(重庆江北机场)
- 重庆 至 武隆
- 武隆（乌江大桥）
- 武隆（张家羊肉馆）[AT1]
- 武隆（双河乡高山蔬菜基地）[AT2]
- 武隆（仙女山）
- 武隆（天生三桥）
- 武隆（人民广场）
- 武隆（世纪广场）

减速带：队伍要前往白菜地给白菜浇水，一旦全部浇完后就可继续前进。
绕道：悠波球--队伍要先数清坡道旁有多少个轮胎，然后进入悠波球从山上滚下来，之后将正确的数字交给工作人员就能获得下一条线索。
卡丁车--队伍以交替开卡丁车在赛道上跑两圈就能获得下一条线索，如果不能在7分30秒里完成就要清洗好轮胎在出发。。
路障：一名队员要在天龙桥那里绳降至桥底下就能获得下一条线索。
附加任务
[AT1]：在张家羊肉馆，队伍要在众多啤酒瓶里找到有标记的，然后将10盘羊肉放入火锅里吃掉，一旦全部吃完就能获得下一条线索。
[AT2]：队伍要准备好喂猪的食材并做好，之后为给小猪吃，一旦小猪全部吃完了就能获得下一条线索。

### 第7段（重庆 → 云南）
- 武隆（芙蓉洞景区）
- 重庆(重庆江北机场) 至 云南丽江(丽江三义机场)
- 丽江（纳西餐厅）[AT1]
- 丽江（束河古镇--茶马迎宾广场）
- 丽江（飞花触水）
- 丽江（大研古城）
- 丽江（木府）

路障：一名队员要乘坐索道到达对岸记住在土家姑娘衣服上的图案然后返回在众多图案里找到正确的，一旦全部找到就能获得下一条线索。
绕道：动手--队伍要前往束河故城中心广场并给马车刷上颜色并装饰，一旦获得认可就能获得下一条线索。
动口--队伍要前往一家戏院，然后一名队员将东巴文口述给队友，俄日队又要在黑板上写下相应的文字，一旦全部写对能获得下一条线索。
附加任务
[AT1]：队伍要在纳西餐厅正确制作纳西族的传统食物--粑粑，一旦做好5块获得了肯定就能获得下一条线索。

### 第8段（云南）
- 丽江（光碧楼）[AT1]
- 丽江（玉龙雪山）
- 丽江（东巴谷）
- 丽江（花马街）
- 丽江（黑龙潭公园）

路障：一名队员要扛着旗子，爬到作有标记的地方插上旗子就能获得下一条线索。
绕道：速度--队伍要将三样东西（木柴、大鼓、酒缸）分别运送到指定的地点，全部运完后就能获得下一条线索。准度--队伍要用弓箭射向远处的靶子，一旦满100分就能获得下一条线索。
减速带：队伍要制作20个饵块粑，全部合格后即可继续前进。
附加任务
[AT1]：队伍要根据线索“4506”前往玉龙雪山海拔4506米处。

### 第9段（云南 → 青海）
- 丽江(丽江三义机场) 至 青海西宁(西宁曹家堡机场)
- 西宁 至 循化
- 循化（循化大门）
- 循化（伊佳少数民族用品公司）
- 循化（黄河岸）
- 循化（积石大桥）
- 循化（乙麻亥村）
- 循化（文都寺）
- 循化（骆驼泉）
- 循化 至 大通
- 大通 (鹞子沟农家乐)
- 东峡镇(东峡镇食品门市部)
- 大通 (光惠寺)
- 大通 (多隆村)
- 大通 (明朝的長城)
- 大通 (老爷山)

### 第10段（青海 → 山東）
- 西宁(西宁曹家堡机场) 到 山東煙台(煙台莱山国际机场)
- 蓬萊(八仙过海雕塑)
- 蓬萊 (海鲜居酒家)[AT1]
- 蓬萊 (渔家乐码头)
- 蓬萊 (君顶酒庄)
- 蓬萊 (三仙山公园)[AT2]
- 蓬萊 (备倭都司府)
- 蓬萊 (蓬莱水城瞭望台)

路障:两人要乘坐捕鱼船前往大海,在众多渔网里找到作有标记的渔网并将其拉上来就有下一条线索.
绕道:葡萄书--队伍要前往指定的葡萄园数出葡萄藤的数量,一旦给出了正确的数字就有下一条线索.
葡萄酒--队伍要前往地下酒窖,然后通过场地中央的葡萄酒从而解开第二组五位数的数字,之后队伍要在酒窖里找到相应的酒桶推到门口就能获得下一条线索.
附加任务
[AT1]:在海鲜居酒家,队伍要吃完四个活海参就能获得下一条线索.
[AT2]:在三仙山公园,队伍要在10分钟里学习如何演奏编钟,得到满意后就能获得下一条线索.如果不能得到满意就的接受15分钟罚时再试一次.

### 第11段（山東 → 上海）
- 煙台(煙台莱山国际机场) 到 上海(上海虹桥国际机场)
- 上海 (上海虹桥元一希尔顿酒店)[AT1]
- 上海 (黄陂南路)
- 上海 (黄陂路)
- 上海 (雪花啤酒厂)[AT2]
- 上海 (1984书店)
- 上海 (红坊)
- 上海 (奔驰文化中心)

绕道:旋转--队伍要学习抖空竹,然后每名队员要完成两组示范动作,得到满意后就能获得下一条线索.拍照--队伍会获得一张照片,然后找到相应的位置和人物,之后队伍要在相同的地点排上照片交给摄影师就能获得下一条线索.
路障:一名队员要经所经过的城市和中继站图片排列,全部正确后就能获得通往终点的线索.
附加任务
[AT1]:队伍有三分钟的时间观察样板房再复制到房间里.如果得到主管得认可就能获得下一条线索.
[AT2]:队伍要用叉车将啤酒将12批啤酒完好的运送到指定地点就能获得下一条线索,如果出现了摔碎就要接受15分钟罚时再试一次.

## 外部連結
- 官方網站：.   [2020-09-28]. （原始内容存档于2011-08-31）.
- 官方微博：.   [2020-09-28]. 原始内容存档于2011-09-27.
- 2011年8月3日《冲刺！中国》新闻发布会暨首映礼的新聞照、選手簡介

- . 上海广播电视台.   [2020-09-28]. （原始内容存档于2020-09-28）.
- . 搜狐娱乐. 2011-08-04  [2020-09-28]. （原始内容存档于2020-09-28）.
- . 新浪娱乐. 2011-08-04.

- 官方定裝照圖輯：. flickr. 2011-07-28.